# Leichtathletik-Weltmeisterschaften 2009/Teilnehmer (Israel)
| Gelbes Symbol für Goldmedaillen mit stilisierten Olympischen Ringen | Graues Symbol für Silbermedaillen mit stilisierten Olympischen Ringen | Braundes Symbol für Bronzemedaillen mit stilisierten Olympischen Ringen |
| ------------------------------------------------------------------- | --------------------------------------------------------------------- | ----------------------------------------------------------------------- |
| —                                                                   | —                                                                     | —                                                                       |

Der israelische Leichtathletik-Verband stellte vier Athleten bei den Leichtathletik-Weltmeisterschaften 2009 in Berlin.

## Ergebnisse

### Männer

#### Laufdisziplinen
| Athlet        | Disziplin | Vorlauf | Vorlauf | Halbfinale | Halbfinale | Finale    | Finale |
| Athlet        | Disziplin | Zeit    | Platz   | Zeit       | Platz      | Zeit      | Platz  |
| ------------- | --------- | ------- | ------- | ---------- | ---------- | --------- | ------ |
| Wodage Zvadya | Maraton   |         |         |            |            | 2:34:58 h | 63     |

#### Sprung/Wurf
| Athlet            | Disziplin      | Qualifikation | Qualifikation | Finale             | Finale             |
| Athlet            | Disziplin      | Weite/Höhe    | Platz         | Weite/Höhe         | Platz              |
| ----------------- | -------------- | ------------- | ------------- | ------------------ | ------------------ |
| Yavgeniy Olhovsky | Stabhochsprung | 5,40 m        | 26            | nicht qualifiziert | nicht qualifiziert |
| Yochai Halevi     | Weitsprung     | 7,42 m SB     | 42            | nicht qualifiziert | nicht qualifiziert |
| Yochai Halevi     | Dreisprung     | DNS           | DNS           | –                  | –                  |

### Frauen

#### Laufdisziplinen
| Athletin      | Disziplin    | Vorlauf | Vorlauf | Halbfinale | Halbfinale | Finale             | Finale             |
| Athletin      | Disziplin    | Zeit    | Platz   | Zeit       | Platz      | Zeit               | Platz              |
| ------------- | ------------ | ------- | ------- | ---------- | ---------- | ------------------ | ------------------ |
| Irina Lenskiy | 100 m Hürden | 13,18 s | 22      | 13,29 s    | 24         | nicht qualifiziert | nicht qualifiziert |